# Nepenthes pitopangii
Nepenthes pitopangii is een vleesetende bekerplant uit de familie Nepenthaceae. De soort is endemisch op Celebes.
De plant werd in 2006 ontdekt in het nationaal park Lore Lindu. In maart 2011 ontdekte men een tweede populatie in Minahasa, op ruim honderd kilometer van de typelocatie. Nepenthes pitopangii is op beide locaties sympatrisch met N. maxima en N. tentaculata. Er zijn geen natuurlijke hybriden beschreven.
Mogelijk is Nepenthes pitopangii nauw verwant aan N. glabrata. De bovenbekers van de plant lijken sterk op die van N. eymae, N. flava, N. inermis, N. jacquelineae, N. talangensis, N. tenuis en sommige vormen van N. maxima.
... · 
N. alata · 
N. albomarginata · 
N. ampullaria · 
N. argentii · 
N. aristolochioides · 
N. attenboroughii · 
N. bicalcarata · 
N. bokorensis · 
N. bongso · 
N. boschiana · 
N. burkei · 
N. campanulata · 
N. chaniana · 
N. danseri · 
N. deaniana · 
N. densiflora · 
N. diatas · 
N. distillatoria · 
N. edwardsiana · 
N. ephippiata · 
N. gracilis · 
N. gymnamphora · 
N. hirsuta · 
N. inermis · 
N. insignis · 
N. jamban · 
N. khasiana · 
N. lamii · 
N. leyte · 
N. lingulata · 
N. lowii · 
N. macfarlanei · 
N. macrophylla · 
N. madagascariensis · 
N. masoalensis · 
N. maxima · 
N. mirabilis · 
N. monticola · 
N. northiana · 
N. ovata · 
N. peltata · 
N. pervillei · 
N. pitopangii · 
N. rafflesiana · 
N. rajah ·
N. rhombicaulis · 
N. rosea ·
N. sanguinea · 
N. sibuyanensis · 
N. spathulata · 
N. tenax · 
N. tenuis · 
N. veitchii ·
N. ventricosa ·
N. vieillardii ·
N. villosa · 
...